# 254-я истребительная авиационная дивизия
254-я истребительная авиационная Амурская дивизия (254-я иад) — соединение Военно-Воздушных сил (ВВС) вооружённых сил СССР в Советско-японской войне.

## Наименования
- 254-я бомбардировочная авиационная дивизия;
- 254-я смешанная авиационная дивизия;
- 254-я истребительная авиационная дивизия;
- 254-я истребительная авиационная Амурская дивизия;
- 254-я истребительная авиационная Амурская дивизия ПВО;
- 29-я Амурская дивизия ПВО;
- Полевая почта 65371.

## Создание дивизии
254-я бомбардировочная авиационная дивизия сформирована в июле 1942 года. В конце 1942 года была переформирована в 254-ю смешанную авиационную дивизию, а к 1 августа 1944 на базе 254-й смешанной авиационной дивизии была сформирована 254-я истребительная авиационная дивизия, организационно входившая в 10-ю воздушную армию.

## Переименование и переформирование дивизии
- в июне 1950 года дивизия была передана в состав войск ПВО и получила наименование 254-я истребительная авиационная Амурская дивизия ПВО
- в апреле 1960 года дивизия была переформирована в 29-ю Амурскую дивизию ПВО.

## В действующей армии
В составе действующей армии:
- с 9 августа 1945 года по 3 сентября 1945 года.

## Командиры дивизии
| Звание    | Ф. И. О.                 | Период                  |
| --------- | ------------------------ | ----------------------- |
| Полковник | Силаев Николай Андреевич | 27.07.1944 — 10.12.1945 |

## В составе объединений
| Дата            | Фронт (округ)                       | Армия                               | Корпус                                     |
| --------------- | ----------------------------------- | ----------------------------------- | ------------------------------------------ |
| 01.08.1942 года | Дальневосточный фронт               | ВВС Дальневосточного фронта         |                                            |
| 15.08.1942 года | Дальневосточный фронт               | 10-я воздушная армия                |                                            |
| 05.08.1945 года | 2-й Дальневосточный фронт           | 10-я воздушная армия                |                                            |
| 03.09.1945 года | 2-й Дальневосточный фронт           | 10-я воздушная армия                |                                            |
| 29.09.1945 года | Забайкальско-Амурский военный округ | 12-я воздушная армия                |                                            |
| 20.02.1949 года | Забайкальский военный округ         | 54-я воздушная армия                |                                            |
| 01.06.1950 года | ПВО страны                          | Комсомольско-Хабаровский район ПВО  | 50-й истребительный авиационный корпус ПВО |
| 01.06.1954 года | ПВО страны                          | Амурская армия ПВО                  | 50-й истребительный авиационный корпус ПВО |
| 01.06.1954 года | ПВО страны                          | Амурская армия ПВО                  |                                            |
| 01.01.1957 года | ПВО страны                          | Отдельная Дальневосточная армия ПВО |                                            |
| 24.03.1960 года | ПВО страны                          | 11-я отдельная армия ПВО            | переименована                              |

## Участие в операциях и битвах
- Советско-японская война:
  - Сунгарийская наступательная операция — с 9 августа 1945 года по 2 сентября 1945 года.
  - Маньчжурская операция — с 9 августа 1945 года по 2 сентября 1945 года.
  - Южно-Сахалинская операция — с 11 августа 1945 года по 25 августа 1945 года.
  - Курильская десантная операция — с 18 августа 1945 года по 1 сентября 1945 года.

С началом боевых действий дивизии поставлена боевая задача по прикрытию частей 361-й стрелковой дивизии и 34-й стрелковой дивизии, осуществлять прикрытие разведчиков 7-го отдельного разведывательного авиационного полка и полков 253-й штурмовой авиационной дивизии:
- составом 300-го иап — прикрытие частей 361-й стрелковой дивизии;
- составом 301-го иап — прикрытие частей 361-й стрелковой дивизии;
- составом 302-го иап — прикрытие частей 34-й стрелковой дивизии;
- составом 912-го иап — непосредственное сопровождение 7-го отдельного разведывательного авиационного полка и полков 253-й штурмовой авиационной дивизии.

Дополнительные и уточнённые задачи дивизии:
- на 09 августа — уничтожение звена самолётов противника на аэродроме Тунцзян;
- на 10 августа — ведение «свободной охоты» в районе Фугдин, Снишаньчжень, Хаучуань.
- на 11 августа — прикрытие одного бронекатера Амурской флотилии и переход 388-й стрелковой дивизии в районе Тунцзян — Фугдин.
- на 12 августа — прикрытие частей 361-й стрелковой дивизии, 388-й стрелковой дивизии, 171-й танковой бригады и одного бронекатера Амурской флотилии.
- на 13 августа — прикрытие частей 361-й стрелковой дивизии, 171-й танковой бригады и одного бронекатера Амурской флотилии.
- на 14 августа — прикрытие частей 361-й стрелковой дивизии, 171-й танковой бригады, 34-й стрелковой дивизии и одного бронекатера Амурской флотилии.
- на 15 августа — прикрытие частей 361-й стрелковой дивизии, 171-й танковой бригады, 203-й танковой бригады, 34-й стрелковой дивизии и одного бронекатера Амурской флотилии.
- на 16 августа — воздушная разведка районов Лянцзянькау, Цзямусы, Мынгали.

## Состав дивизии
| Полк                                  | Период                     | Примечание |
| ------------------------------------- | -------------------------- | --- |
| 300-й истребительный авиационный полк | 28.07.1942 — 01.04.1960 г. | передан в 29-ю Амурскую дивизию ПВО                                                                                              |
| 301-й истребительный авиационный полк | 28.07.1942 — 01.04.1960 г. | передан в 8-й корпус ПВО |
| 302-й истребительный авиационный полк | 01.12.1944 — 10.10.1952 г. | Убыл в правительственную командировку в Китай в состав 50-го ИАК                                                                 |
| 302-й истребительный авиационный полк | 01.10.1957 — 01.04.1960 г. | передан в 8-й корпус ПВО |
| 912-й истребительный авиационный полк | 01.12.1944 — 15.04.1947 г. | расформирован в 254-й иад (ст. Возжаевка Амурской области), личный состав и матчасть переданы в 300-й, 301-й и 302-й иап дивизии |

## Боевой состав вСоветско-японской войне

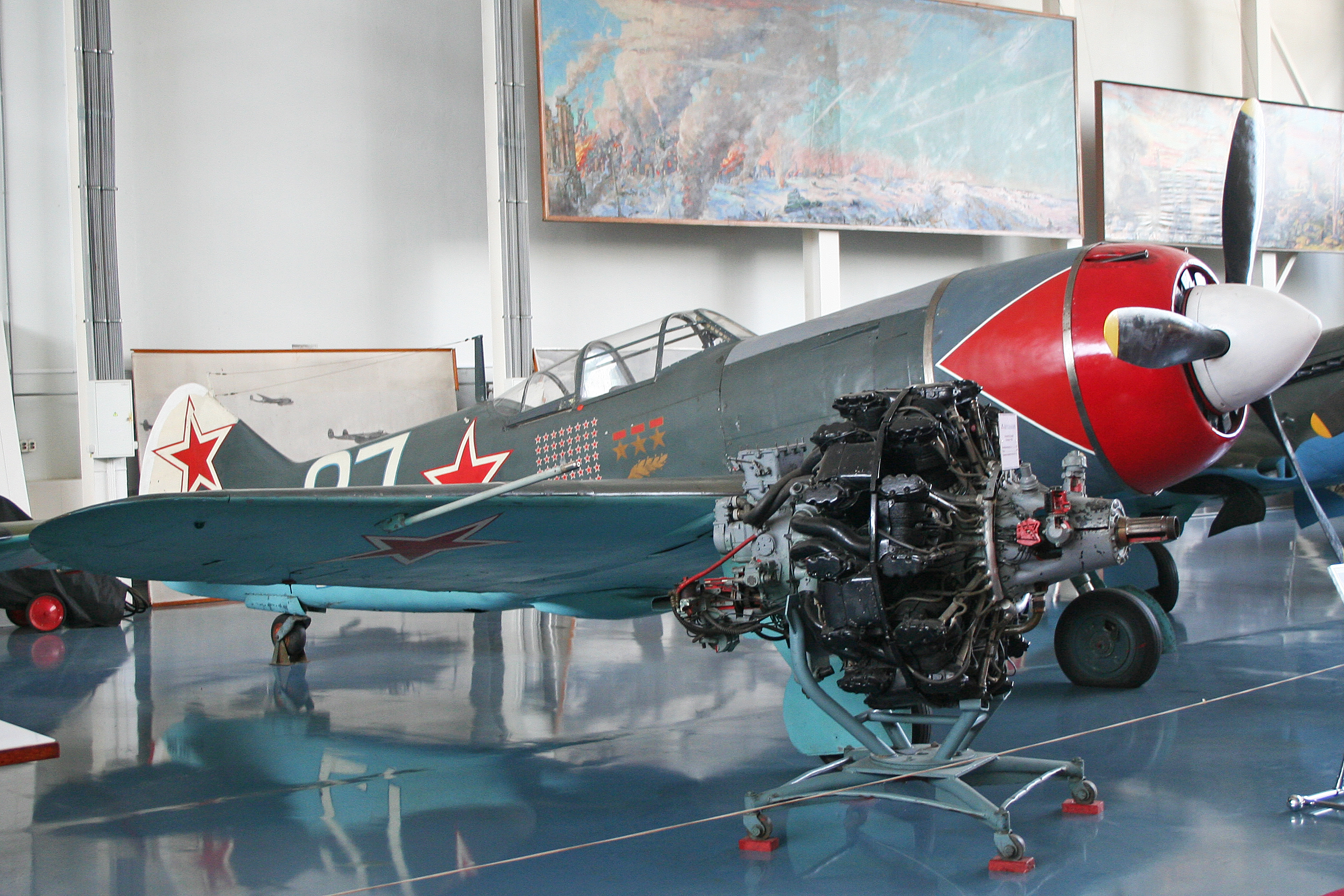
Ла-7

- 300-й истребительный авиационный полк (Як-9)
- 301-й истребительный авиационный полк (Як-9)
- 302-й истребительный авиационный полк (Як-9)
- 912-й истребительный авиационный полк (Ла-7)

## Боевой состав на 1950 год

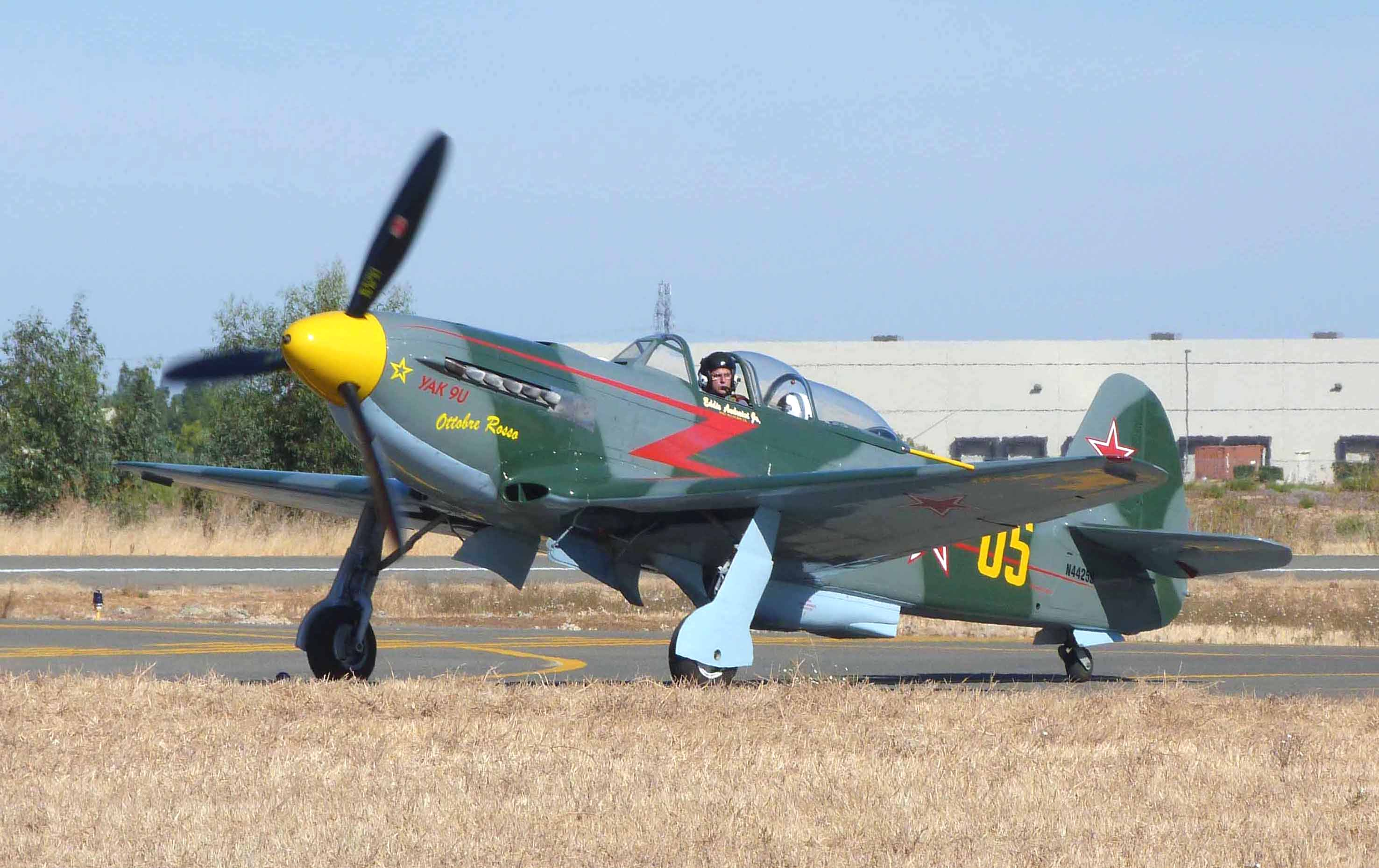
Як-9

- 300-й истребительный авиационный полк (Возжаевка, Амурская область, Як-9)
- 301-й истребительный авиационный полк (Калинка, Хабаровский край, Як-9)
- 302-й истребительный авиационный полк (Бабстово, Еврейская АО, Як-9, Р-63 Кингкобра)

## Боевой состав на 1960 год
- 300-й истребительный авиационный полк (Возжаевка, Амурская область, МиГ-17)
- 301-й истребительный авиационный полк (Калинка, Хабаровский край, МиГ-17)
- 302-й истребительный авиационный полк (Бабстово, Еврейская АО, МиГ-17)

## Почётные наименования
254-я истребительная авиационная дивизия Приказом НКО 14 сентября 1945 года присвоено почётное наименование «Амурская»

## Награды
- 300-й истребительный авиационный полк 14 сентября 1945 года за образцовое выполнение заданий командования в боях против японских войск на Дальнем Востоке при форсировании рек Амур и Уссури, овладении городами Цзямусы, Мэргень, Эйаньчжэнь, южной половиной острова Сахалин, а также островами Сюмусю и Парамушир из гряды Курильских островов и проявленные при этом доблесть и мужество Указом Президиума Верховного Совета СССР награждён орденом Красной Звезды.
- 912-й истребительный авиационный полк 14 сентября 1945 года за образцовое выполнение заданий командования в боях против японских войск на Дальнем Востоке при форсировании рек Амур и Уссури, овладении городами Цзямусы, Мэргень, Эйаньчжэнь, южной половиной острова Сахалин, а также островами Сюмусю и Парамушир из гряды Курильских островов и проявленные при этом доблесть и мужество Указом Президиума Верховного Совета СССР награждён орденом Красного Знамени.

## Благодарности Верховного Главнокомандующего
Дивизии за овладение всей Маньчжурией, Южным Сахалином и островами Сюмусю и Парамушир из группы Курильских островов, главным городом Маньчжурии Чанчунь и городами Мукден, Цицикар, Жэхэ, Дайрэн, Порт-Артур объявлена благодарность.

## Базирование дивизии
| Период            | Место базирования                      |
| ----------------- | -------------------------------------- |
| 07.1942 — 08.1945 | Бабстово, Еврейская автономная область |
| 10.1945 — 07.1946 | Гаровка, Хабаровский край              |
| 07.1946 — 06.1948 | Куйбышевка-Восточная, Амурская область |
| 06.1948 — 04.1960 | Возжаевка, Амурская область            |

| МиГ-17 | МиГ-15 | МиГ-17 |